# Madison (Mississippi)
Madison ist ein Ort im Madison County im US-Bundesstaat Mississippi, etwa 20 Kilometer nördlich der Hauptstadt Jackson. Madison gehört zur Jackson Metropolitan Statistical Area. Bei der Volkszählung 2020 hatte die Stadt 27.747 Einwohner, im Jahr 2000 waren es nur etwa 14.600, was einem Bevölkerungsanstieg von über 80 % entspricht.
Im Südosten der Stadt befindet sich der Flughafen Bruce Campbell Field. Des Weiteren gibt es in Madison verschiedene Schulen, darunter die Madison Central High School und die Madison-Ridgeland Public School, und Kirchen, darunter die Episkopalkirche Chapel of the Cross, das Simmons Arboretum sowie einen Stadtpark mit Spielplatz, den Strawberry Patch Park.
Seit 1981 ist Mary Hawkins Butler Bürgermeisterin der Stadt.
In Folge eines Tornados in der Nacht vom 23. auf den 24. November 2001 kam es zu starken Verwüstungen in Madison, die die Stufe F4 auf der Fujita-Skala erreichten. Mindestens 18 Menschen im Madison County wurden verletzt.

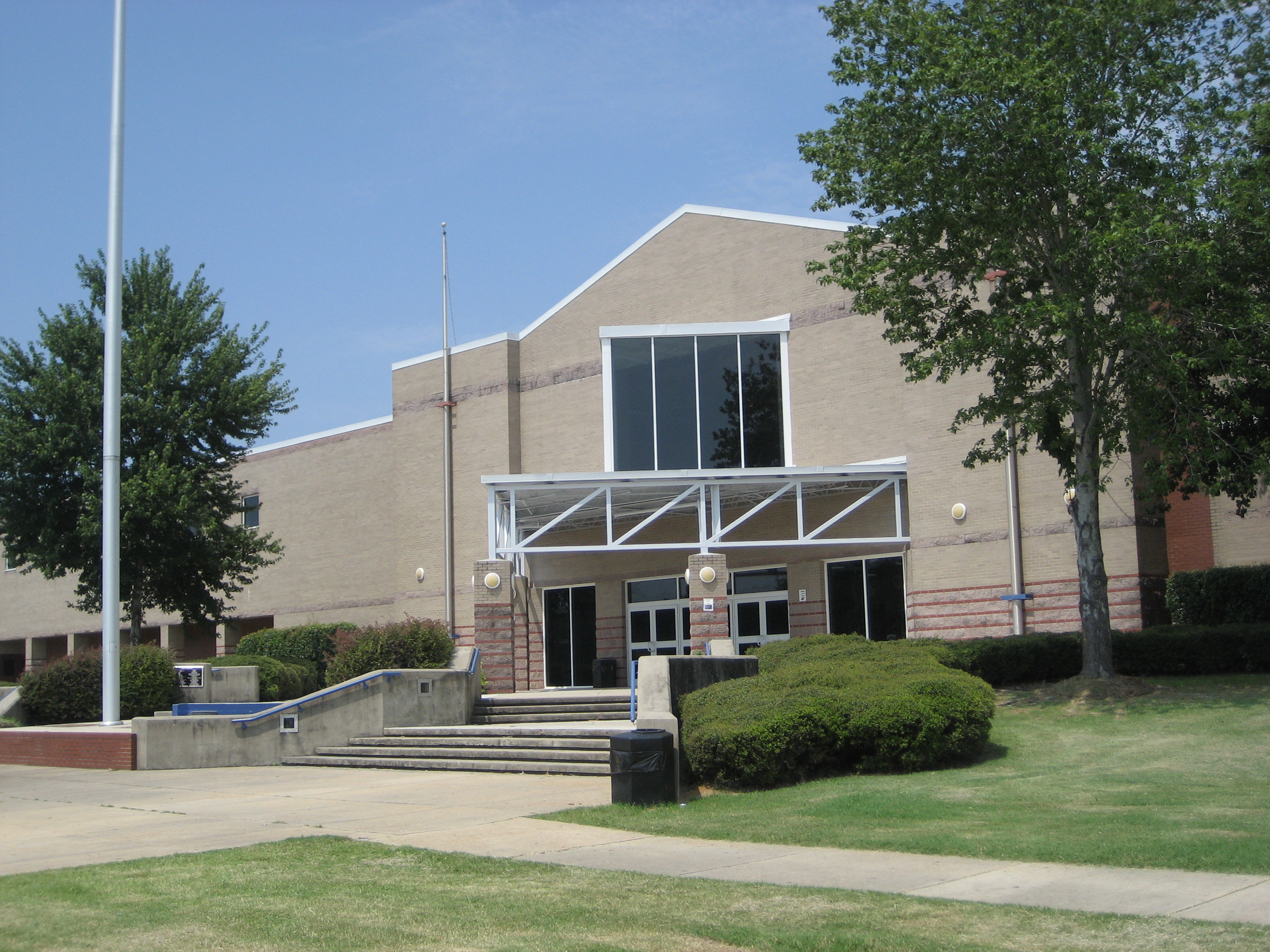
Madison Central High School
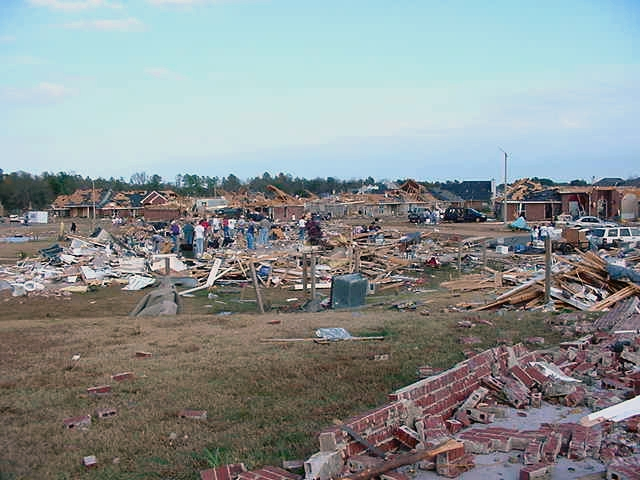
Verwüstungen in Madison nach einem Tornado im November 2001

## Städtepartnerschaften
- Sollefteå, Schweden

## Söhne und Töchter der Stadt
- Tate Ellington (* 1979), Schauspieler
- Chris Spencer (* 1982), Footballspieler